# Почта Windows
Почта Windows (англ. Windows Mail) — клиент электронной почты и новостей, разработанный Microsoft и включенный в операционные системы Windows Vista, Windows 8 и более поздние Windows. Основная функция приложения «почта» — отправка и получение электронной почты. Приложение является преемником Outlook Express, который был либо включен, либо выпущен для семейства Windows 9x и более старых версий семейства Windows NT.
Почта Windows была анонсирована Microsoft в качестве преемника Outlook Express 10 октября 2005 года через сайт сообщества Channel 9. Первоначальная версия отличалась фундаментальными изменениями и новым пользовательским интерфейсом, но не сильно в отношении новых функций.

## Windows Vista
Происхождение Windows Mail можно проследить в предварительной версии Outlook Express 7, включенной в ранние сборки Windows Vista, имеющей кодовое имя «Longhorn». Эта версия Outlook Express внесла различные изменения в пользовательский интерфейс и зависела от WinFS для управления и хранения контактов и других данных. Сохраняя поддержку протоколов электронной почты для протокола почтовых сообщений (POP) и протокола сообщений электронной почты (IMAP), Outlook Express 7 отказался от поддержки HTTP, что унаследовал Windows Mail.
Пользовательский интерфейс Windows Mail изменен в соответствии с внешним видом Windows Vista. Некоторые компоненты интерфейса были импортированы из Microsoft Outlook 2003, включая правую «область чтения». Добавлены справочные группы Microsoft, которые являются предварительно настроенной ссылкой на группы новостей Microsoft. Некоторые дополнительные функции были добавлены поверх стандартной функциональности группы новостей, чтобы отдельные потоки были помечены как «вопрос» или «ответ на вопрос». Посты также могут быть оценены.
Windows Mail использует IPv6, если доменное имя для серверов переходит на IPv6.
Почтовые сообщения теперь хранятся в отдельных файлах, а не в одном файле базы данных. База данных транзакционных индексов на базе Extensible Storage Engine позволяет осуществлять поиск в реальном времени и повышает стабильность и надежность хранимых данных. В случае сбоя индексы могут быть перестроены из почтовых файлов. Информация о настройке учетной записи больше не сохраняется в реестре Windows. Вместо этого он сохраняется вместе с самой почтой, что позволяет скопировать всю конфигурацию и почтовый клиент Windows Mail на другой компьютер за один шаг.
Добавлена байесовская фильтрация спама, блокировка домена и блокировка верхнего уровня. Также включен фишинг-фильтр, который защищает пользователей от веб-сайтов, которые были идентифицированы как вредоносные.
Компоненты, удаленные в Windows Mail:
- Поддержка протокола WebDAV
- Поддержка нескольких идентификаторов, сбор конфигураций и сообщений электронной почты, которые могут быть загружены независимо друг от друга, но могут быть переключены в любое время[11]
- Поддержка словарей проверки орфографии Microsoft Office

Windows Mail имеет документированный интерфейс прикладного программирования (API) на основе Component Object Model (COM). В то время как его предшественник, Outlook Express, также отличался API, он был недокументирован, за исключением простой функции обмена сообщениями MAPI.

## Windows 7
Windows Mail отсутствует в Windows 7. За это время Microsoft собиралась выделить несколько компонентов Windows в отдельно разработанные приложения, входящие в комплект программного обеспечения Windows Essentials. Таким образом, Windows Mail была исключена из ОС в пользу Windows Live Mail, которая была доступна для Windows XP и более поздних Windows. Эта политика в конечном итоге была отменена, и преемники приложений Windows Essentials постепенно были интегрированы в состав Windows 8, 8.1,10 и 11. Почта Windows Live была заменена UWP-приложением «почта».

## Windows 8.x
UWP-приложение «почта» было добавлено в состав Windows 8, которое запускается на весь экран в стиле Metro. Являясь приложением из Windows Store, «почта» включена в тот же контейнер приложений, что и «Календарь» и приложение «Люди». Эти три приложения не могут быть удалены или переустановлены отдельно. «Почта» в Windows 8 поставляется с предустановленными конфигурациями серверов для популярных почтовых служб Outlook.com, Exchange, Gmail, AOL Mail и «Yahoo! почта». Другие учетные записи можно настроить по протоколу IMAP, но они не поддерживают POP. Несмотря на то, что это приложение не запускается на рабочем столе Windows, у него есть поддержка нескольких окон. Как в многих Metro-приложениях Windows 8, многие функции скрыты в «панели чудо-кнопок» или в меню внизу экрана, которое запускается щелчком правой кнопки мыши. Пользователи, имеющую учетную запись Microsoft, могут синхронизировать все настройки почтового клиента на разных компьютерах.

## Windows 10 и 11
«Почта» имеет предустановленные конфигурации сервера для Outlook.com, Exchange, Gmail и «Yahoo! почта». AOL Mail и другие учетные записи могут быть добавлены с помощью IMAP, возвращена поддержка POP. «Почта» и «Календарь» по-прежнему являются приложениями Microsoft Store и находятся в одном контейнере приложений, обновляются совместно. Но приложение «Люди» убрано из этого контейнера и является самостоятельным приложением. Пользователи могут выбирать системную тему, пользовательский цвет, фоновое изображение, темную или светлую тему. Электронные письма перечислены в списке переходов. «Почта» использует панель настроек, инструменты сортировки электронной почты во второй панели и панель инструментов в области просмотра. Подобно версии для Windows Vista, важные элементы в этой версии легко видны. Учетные записи могут быть сгруппированы и перемаркированы, а папки могут быть созданы из приложения. Большинство существующих папок можно редактировать или удалять, но не папки по умолчанию. Можно использовать псевдонимы Outlook.com и @mentions.
Как и Microsoft Outlook, «почта» позволяет пользователям настраивать быстрые действия, такие как «Удалить», «Установить флаг» и «Архив», чтобы отвечать на сообщения из системных уведомлений, и жесты пальцами.
«Почта» не имеет поддержки RSS и возможности настройки типа и шрифта по умолчанию. Microsoft не объявила о планах по добавлению этих функций.
Как в Microsoft Outlook и Outlook Express, «почта» использует сочетание Ctrl + E для вызова поиска, в отличие от всех других продуктов Microsoft, которые используют Ctrl + F.